# 사랑도 슬픔도 세월이 가면
사랑도 슬픔도 세월이 가면은 한국에서 제작된 이성구 감독의 1962년 영화이다. 김진규 등이 주연으로 출연하였고 이병일 등이 제작에 참여하였다.

## 출연

### 주연
- 김진규
- 문정숙
- 이은심

## 제작진
- 조명: 김연
- 미술: 임명선